# Antoon van Schendel
Antoon (ook: Anton, Toon) van Schendel (Lage Zwaluwe, 9 mei 1910 – Muret (Frankrijk), 6 augustus 1990) is een voormalig Nederlands profwielrenner.

## Biografie
Antoon van Schendel was profwielrenner van 1934 tot 1943. Hij was een oudere broer van Albert van Schendel. Beiden waren geboren in Nederland maar later woonachtig in Frankrijk, waar hun ouders een boerenbedrijf begonnen in de buurt van Toulouse. Een bijzonderheid is dat Antoon van Schendel samen met zijn broer Albert, Theo Middelkamp en Albert Gijsen in 1936 deel uitmaakte van de eerste Nederlandse wielerploeg in de Ronde van Frankrijk die door de journalist Joris van den Bergh werd samengesteld. Wegens gebrek aan geld ging er geen ploegleider mee. Toon van Schendel behaalde in deze Tour een 32e plaats in het eindklassement. Zowel in de Tour van 1938 als die van Tour van 1939 zou hij een etappe winnen. Antoon van Schendel heeft viermaal aan de Tour deelgenomen en heeft deze alle vier uitgereden.
Zijn aanvankelijk succesvolle carrière als wielrenner werd onderbroken door de Tweede Wereldoorlog. Na de oorlog keerde Antoon van Schendel niet meer terug in het peloton. Hij opende met zijn broer een fietsenzaak in Toulouse. Tijdens zijn carrière reed Van Schendel steeds voor France Sport, een rijwielfabriek waar hij ook werkte, in Toulouse. Dit was ook de sponsor van tweevoudig Tour de France-winnaar Antonin Magne.

## Belangrijkste overwinningen
1935
- Circuit de Samatan
- GP Beauville
- GP Peugeot

1938
- 10e etappe deel A Ronde van Frankrijk
- 5e etappe Parijs-Nice

1939
- 16e etappe deel C Ronde van Frankrijk

## Resultaten in voornaamste wedstrijden
| Jaar | Ronde van Italië | Ronde van Frankrijk | Ronde van Spanje |
| ---- | ---------------- | ------------------- | ---------------- |
| 1936 |                  | 32e                 |                  |
| 1937 |                  | 33e                 |                  |
| 1938 |                  | 50e (1)             |                  |
| 1939 |                  | 38e (1)             |                  |

| Jaar | Parijs-Roubaix | Parijs-Tours |
| ---- | -------------- | ------------ |
| 1936 |                | 49e          |
| 1937 | 35e            |              |
| 1938 |                |              |
| 1939 |                | 51e          |

## Ploegen
- 1936 - France Sport-Wolber
- 1937 - France Sport-Dunlop
- 1938 - France Sport-Dunlop
- 1939 - France Sport
- 1941 - France Sport-Dunlop
- 1942 - France Sport-Dunlop
- 1943 - France Sport-Dunlop